# Revisoren (film fra 1952)
|  | For andre betydninger, se Revisoren (flertydig) |
Revisoren (russisk: Ревизор) er en sovjetisk film fra 1952 af Vladimir Petrov.
Filmen er en filmatisering af Gogols satiriske skuespil af samme navn om en dagdriver, der i en lille by bliver forvekslet med en statslig inspektør og herefter nyder godt af de lokales opvartning.

## Medvirkende
- Igor Gorbatjov som Ivan Khlestakov
- Jurij Tolubejev som Anton Skvoznik-Dmukhanovskij
- Anastasija Georgievskaja som Anna Skvoznik-Dmukhanoskaja
- Tamara Nosova som Marija Antonovna Skvoznik-Dmukhanovskaja
- Aleksander Polinskij som Pjotr Ivanovitj Dobtjinskij
- Anatolij Kubatskij